# Folklore (álbum de Taylor Swift)
Folklore (estilizado en minúsculas) es el octavo álbum de estudio de la cantante estadounidense Taylor Swift. Fue un álbum sorpresa, lanzado a través de Republic Records el 24 de julio de 2020, once meses después de su predecesor, Lover (2019). Con la producción y composición a manos de la propia Swift, Jack Antonoff y Aaron Dessner, el álbum se aparta de los sonidos mainstream y más comerciales de los últimos trabajos de la cantante y se destaca por melodías armónicas e introspectivas, una interpretación lírica más trabajada y una utilización más consistente de la instrumentalización (principalmente piano, guitarra, violín y batería). El proyecto según se adentra a géneros poco explorados anteriormente por la artista, como el indie folk, el rock alternativo y el electro-folk, lo que implicó un nuevo cambio de sonido y estética para la cantante, alejado tanto de los sonidos country de inicios de su carrera, como del pop que la acompañó en los últimos años. La cantante escribió y grabó el álbum durante la pandemia de COVID-19, concibiéndolo como «una colección de canciones e historias que fluyeron como una corriente de conciencia de mi imaginación».
Apartándose de los temas autobiográficos que abundaban en sus proyectos anteriores (con varias canciones relativas a la vida personal de Swift), en este álbum la cantante dio más espacio a una retórica en tercera persona, entregando dramáticas e intensas historias inventadas y creando personajes ficticios a lo largo de las canciones. Según la artista, el empleo constante de su vida personal en su arte comenzó a volverse "insostenible" debido a las expectatitivas de los medios y los fans sobre su intimidad, optando Swift en este disco por la creación narrativa. En cuanto a su lírica, el álbum manifiesta una vívida narración que canaliza el escapismo, la nostalgia, la soledad y la introspección, lo que se refleja en su estética de cabañas, bosques y naturaleza. Folklore recibió la aclamación universal de la crítica luego de su lanzamiento, destacándose por su lírica poética, atmósfera relajada y peso emocional, y es considerado por buena parte de los especialistas como su mejor disco hasta la fecha. Varios críticos consideraron que Swift acertó al atreverse a experimentar con el género indie, y que consiguió crear un álbum armónico, cohesivo y con sonidos que encapsulaban las emociones de la pandemia.
Folklore también fue un éxito comercial. En Estados Unidos debutó en el primer puesto de la lista Billboard 200 con 846,000 unidades vendidas, la semana con mayores ventas desde el disco Lover de la propia Swift, siendo el séptimo álbum de la cantante en el número uno de Estados Unidos y el más vendido de 2020. Pasó ocho semanas en la cima, convirtiéndose en el que más tiempo ha permanecido en la lista de éxitos desde 2017. Todas sus 16 canciones entraron simultáneamente del listado Billboard Hot 100. El sencillo principal «Cardigan» se convirtió en el sexto número uno de Swift en Estados Unidos, convirtiéndose en la primera artista en debutar en la cima del Billboard 200 y del Hot 100 simultáneamente, mientras que «The 1» y «Exile» alcanzaron los números cuatro y seis, respectivamente; estas tres canciones también ingresaron entre los diez primeros puestos en Australia, Canadá, Irlanda, Malasia, Nueva Zelanda, Singapur y Reino Unido. El disco batió una serie de récords en diversas plataformas de streaming, incluyendo el Record Guinness por el mayor día de apertura en Spotify para un álbum de una artista femenina (80.1 millones de reproducciones, superando la marca anterior de 70.4 de Ariana Grande). Según Republic Records, Folklore vendió dos millones de copias en su primera semana a nivel mundial, y llegó al número uno también en Australia, Canadá, Irlanda, Nueva Zelanda, el Reino Unido y muchos otros países.
Diversas revistas especializadas y periódicos incluyeron a Folklore entre los mejores álbumes de 2020, y más de una decena de medios de comunicación y de opinión lo consideraron el mejor disco del año. En la 63.ª edición de los Premios Grammy de 2021, el álbum y sus canciones obtuvieron cinco nominaciones, incluyendo álbum del año, canción del año por «Cardigan», y el mejor interpretación de dúo/grupo pop por «Exile» ganando la primera, convirtiendo a Swift en la primera artista femenina en ganar álbum del año por tercera vez. El material ha sido considerado como el álbum de la cuarentena por excelencia, y una de las grandes piezas de arte surgidas en medio del aislamiento en la pandemia. Está ampliamente considerado como uno de los álbumes más influyentes de 2020.
El 25 de noviembre de 2020 se publicó un documental sobre la realización de Folklore con una interpretación de sus canciones, Folklore: The Long Pond Studio Sessions, junto con su álbum en vivo. El noveno álbum de estudio de Swift, Evermore, es un disco hermano de Folklore.

## Antecedentes y lanzamiento
El álbum fue producido durante la pandemia de COVID-19. Swift declaró que vertió todos sus «caprichos, sueños, miedos y reflexiones» en el álbum y colabora con algunos de sus «héroes musicales». Aaron Dessner de The National estaba aislándose y en cuarentena con su familia, cuando Swift se le acercó a finales de abril para escribir algunas canciones a distancia. Se escribieron 11 canciones con Dessner en los próximos meses, mientras que las otras se escribieron con Jack Antonoff, Bon Iver y Joe Alwyn. «Pensé que las ideas de las canciones tardarían un tiempo en llegar y no tenía expectativas en cuanto a lo que podríamos lograr de forma remota», escribió Dessner en un tuit, «pero unas horas después de compartir música, mi teléfono se encendió con una nota de voz de Taylor de una canción totalmente escrita, el impulso nunca se detuvo realmente».
El lanzamiento del álbum fue anunciado por Swift en sus redes sociales horas antes del lanzamiento a medianoche del 24 de julio de 2020. El álbum tiene ocho versiones en versión física disponibles durante una semana en formatos de CD y vinilo de lujo, todos incluyen diferentes portadas y fotos.

## Promoción
Folklore es el primer álbum en el que Swift se aleja de lo tradicional, optando en cambio por lanzar un material de repente porque «[su] instinto dice que si haces algo que te gusta, deberías simplemente mostrarlo al mundo». Swift anunció por primera vez el álbum en Twitter, 16 horas antes de su lanzamiento digital a medianoche. El tema «Cardigan» fue lanzado como sencillo para la radio, acompañado de un video musical dirigido por Swift y producido por Jil Hardin, publicado en YouTube junto con el lanzamiento del álbum.

## Música y letras
Folklore es un álbum de géneros indie folk, electro-folk, y chamber pop con elementos de electrónica y country, que se aleja de los sonidos pop contemporáneos de los anteriores materiales de Swift. El disco consiste en canciones downtempo que tienen una producción lo-fi «terrenal» y elegantes melodías, dando un giro moderno a la canción tradicional, construida en gran parte alrededor de «casi neoclásicos» instrumentales, como: suaves y sonoros pianos, burbujeantes y selectas guitarras, cuerdas «etéreas», percusiones «palpitantes» y fallas electrónicas fracturadas. Sin embargo, no evita por completo «ritmos digitales y sintetizadores de felpa» característicos de Swift, sino que «los reduce hasta que tengan una textura casi invisible». Las letras del álbum muestran la profundización de Swift en su autoconciencia y un «mayor grado de ficcionalización», menos «autorreferencial» que la mayoría de su discografía.
Las canciones August, Betty y Cardigan, son consideradas "El triangulo amoroso de Folklore".Esta teoría surgió en redes sociales y después fue confirmada por Taylor en el Concierto-Documental Folklore: The Long Pond Studio Sessions. Afirmando que estas tres canciones tratan del triángulo amoroso entre August o Augustine, James y Betty. "Betty" nos presenta a todos los personajes sobre los que tenemos que saber, James y Betty, que son la pareja principal, la amante, que nunca se dice su nombre pero se da a entender que es parte (y que muchas veces es conocida como Augustine), asimismo como Inez, que es quien contó el rumor a Betty. Esta canción es del punto de vista de James, disculpándose con Betty sobre su amor de verano con Augustine. Después tenemos "August" que fue con quien James engaño a Betty. Esta canción es del punto de vista de Augustine, quien relata el verano que paso con James y lo mucho que se enamoro de él, sin embargo se da cuenta de que el no sentía lo mismo y siempre iba a terminar siendo reemplazada por Betty. Por último tenemos "Cardigan" que es del punto de vista de Betty. Taylor mencionó que esta canción toma lugar unos años después de que todo el triángulo amoroso paso. La canción nos relata los sentimientos que tuvo Betty hacia James y como su opinión sobre el cambio cuando se enteró de lo de James y Augustine. Nos da a entender que Betty rechazo a James cuando le pidió disculpas.

## Recepción crítica
Folklore recibió la aclamación por parte de la crítica y la mayoría lo citó como el mejor álbum del catálogo de Swift. En el sitio web Metacritic, acumuló 88 puntos de 100 considerando 27 reseñas, lo que indica «aclamación universal» siendo la segunda puntuación más alta de cualquiera de sus álbumes.
Mark Savage de la BBC lo llamó «el álbum indie de Swift» y «un rico filón de melancolía que encaja perfectamente con los tiempos». Chris Willman de Variety escribió que «es difícil recordar a alguna superestrella pop contemporánea que se haya permitido un acto más serio o exitoso de limpieza de paladar sónico que Swift» y describió el álbum como un «asunto muy sutil pero rico». Calificando el álbum con cinco estrellas, Neil McCormick de The Daily Telegraph lo definió como una «exquisita colección de 16 canciones down-tempo de amor, pérdida, memoria, deseo, amistad y nuestra permanente necesidad de conexión humana» que solidifican «el estatus de Swift como un cantautora seria». Laura Snapes de The Guardian escribió que la «agudeza emocional de Swift nunca ha estado más asegurada» que en Folklore, y etiquetó el álbum como su «disco más coherente desde sus días de country incondicional» y también «su disco más experimental», otorgándole cinco estrellas. Escribiendo para Billboard, Jason Lipshutz elogió que el disco demuestra «el alcance y la profundidad de la habilidad artística [de Swift]», y nombró el tema «Invisible String» como «una de las canciones más rotundas que la cantante ha escrito jamás».

## Rendimiento comercial
Folklore rompió varios récords en servicios de streaming. Ganando más de 80.6 millones de transmisiones de Spotify en su primer día, el álbum rompió el récord que anteriormente tenía Ariana Grande con su álbum Thank U, Next para la mayoría de las transmisiones de lanzamiento de un álbum de una artista femenina en la plataforma y superó al álbum de Juice Wrld, Legends Never Die con el mayor debut en streaming de 2020. En la lista de Spotify de Estados Unidos, los dieciséis temas de Folklore ocuparon los 16 primeros puestos; «The 1» se colocó en primer lugar con 4.175 millones de transmisiones, estableciendo un nuevo récord para el mayor debut de una canción de una artista femenina en los EE. UU. en la historia de la plataforma. A nivel mundial, el álbum ocupó ocho de los diez primeros lugares en Spotify; «Cardigan» debutó con 7.742 millones de transmisiones, lo que le da la mayor cantidad de transmisiones de un solo día para una canción en 2020 hasta el momento. Folklore rompió el récord de Apple Music del álbum pop más transmitido en 24 horas, con 35,47 millones de streams, y estableció el récord de streaming de género indie y alternativo de Amazon Music tanto en el mundo como en los Estados Unidos. Republic Records informó que Folklore vendió 1,3 millones de copias en todo el mundo en su día de apertura. En tanto, el 3 de agosto de 2020, el sencillo «Cardigan» debutó en la cima de la lista semanal Hot 100 de Billboard, siendo así la sexta canción de Swift en alcanzar esta marca.
Folklore debutó en el primer lugar del Billboard 200 con 846.000 unidades vendidas (615.000 ventas puras) y con esto, se convirtió en su séptimo álbum en liderar dicha lista, adicionalmente Swift se convirtió en la única artista en tener siete álbumes vendiendo más de 500.000 unidades en su primera semana. Folklore tuvo la mejor semana de ventas del año e hizo a Swift la primera artista en debutar simultáneamente en el primer lugar del Billboard 200 y del Billboard Hot 100, con su sencillo «Cardigan» en la última.
Con Folklore liderando la lista por ocho semanas no consecutivas, Swift se convirtió en la artista femenina con más semanas en el número uno con 48 en total, superando a Whitney Houston.
Las 16 canciones de Folklore debutaron en el Hot 100 convirtiendo a Swift la mujer con más entradas en la lista con 113, superando a Nicki Minaj, destacando a «Cardigan» en el primer lugar, «The 1» en la cuarta posición y «Exile» con Bon Iver en el número 6. En el Reino Unido, Folklore debutó en la primera posición con 37.000 unidades vendidas, convirtiéndose así en su quinto álbum consecutivo en debutar en dicha posición.

## Lista de canciones
| Folklore |                                   |                                       |                              |          |  |
| N.º      | Título                            | Escritor(es)                          | Productor(es)                | Duración |  |
| 1.       | «The 1»                           | Taylor Swift y Aaron Dessner          | Dessner                      | 3:30     |  |
| 2.       | «Cardigan»                        | Taylor Swift y Aaron Dessner          | Dessner                      | 3:59     |  |
| 3.       | «The Last Great American Dynasty» | Taylor Swift y Aaron Dessner          | Dessner                      | 3:50     |  |
| 4.       | «Exile» (junto a Bon Iver)        | Swift, Justin Vernon y William Bowery | Dessner                      | 4:45     |  |
| 5.       | «My Tears Ricochet»               | Taylor Swift                          | Taylor Swift y Jack Antonoff | 4:15     |  |
| 6.       | «Mirrorball»                      | Taylor Swift y Jack Antonoff          | Jack Antonoff y Swift        | 3:28     |  |
| 7.       | «Seven»                           | Taylor Swift y Aaron Dessner          | Dessner                      | 3:28     |  |
| 8.       | «August»                          | Taylor Swift y Jack Antonoff          | Swift y Antonoff             | 4:21     |  |
| 9.       | «This Is Me Trying»               | Taylor Swift y Jack Antonoff          | TaylorSwift y Jack Antonoff  | 3:15     |  |
| 10.      | «Illicit Affairs»                 | Taylor Swift y Jack Antonoff          | Taylor Swift y Jack Antonoff | 3:10     |  |
| 11.      | «Invisible String»                | Taylor Swift y Aaron Dessner          | Aaron Dessner                | 4:12     |  |
| 12.      | «Mad Woman»                       | Swift y Dessner                       | Dessner                      | 3:57     |  |
| 13.      | «Epiphany»                        | Swift y Dessner                       | Dessner                      | 4:49     |  |
| 14.      | «Betty»                           | Swift y Bowery                        | Swift, Dessner y Antonoff    | 4:54     |  |
| 15.      | «Peace»                           | Swift y Dessner                       | Dessner                      | 3:54     |  |
| 16.      | «Hoax»                            | Swift y Dessner                       | Dessner                      | 3:40     |  |
| 63:27    |                                   |                                       |                              |          |  |

| Pista adicional de la versión deluxe/física |             |                              |                  |          |  |
| N.º                                         | Título      | Escritor(es)                 | Productor(es)    | Duración |  |
| 17.                                         | «The Lakes» | Taylor Swift y Jack Antonoff | Swift y Antonoff | 3:32     |  |
| 67:01                                       |             |                              |                  |          |  |

Notas
- Todos los títulos de las canciones son estilizados en minúsculas.

Los créditos están adaptados desde las notas del propio álbum.

## Personal
Créditos adaptados del sitio web Pitchfork.
Músicos 
- Taylor Swift – artista primaria
- Aaron Dessner – piano (pistas 1–4, 7, 11–16), guitarra acústica (pistas 1, 7, 11, 12, 16), guitarra eléctrica (pistas 1–4, 11–14, 16), programación de batería (pistas 1–4, 7, 11, 12), melotrón (pistas 1, 2, 11, 13, 15), OP-1 (pistas 1, 4, 16), bajo sintetizador (pistas 1, 16), percusión (pistas 2–4, 7, 11, 12, 14), bajo (pistas 2, 3, 7, 11, 12, 14, 15), sintetizador (pistas 2–4, 7, 11–13, 15), slide (guitarra) (pista 3), teclados (pista 3), afinación de cuerdas altas (pista 14), grabación de campo (pista 15), drone (pista 15)
- Bryce Dessner – orquestación (pistas 1–4, 7, 11–13)
- Thomas Bartlett – sintetizador (pista 1), OP-1 (pista 1)[39]
- Jason Treuting – percusión (pista 1)[39]
- Yuki Numata Resnick – viola (pistas 1, 2, 7, 11, 12), violín (pistas 1, 2, 7, 11, 12)
- Benjamin Lanz – sintetizador modular (pista 2)
- Dave Nelson – trombón (pistas 2, 13)[39]
- James McAlister – programación de batería (pistas 2, 11), programación de ritmo (pista 12), sintetizador (pista 12), repercusión manual (pista 12), tambores (pista 12)[39]
- Clarice Jensen – violonchelo (pistas 2, 7, 11–13)[39]
- Rob Moose – orquestación (pistas 3, 16), violín (3, 4, 16), viola (3, 4, 16)[39]
- JT Bates – tambores (pistas 3, 7, 13)[39]
- Justin Vernon – vocales principales (pista 4), pulso (pista 15)[39]
- Jack Antonoff – tambores (pistas 5, 6, 8–10, 14), percusión (pistas 5, 6, 8–10, 14), programación (pistas 5, 6, 8–10), guitarras eléctricas (pistas 5, 6, 8–10, 14), teclados (pistas 5, 6, 8–10), piano (pista 5), bajo (pistas 5, 8–10, 14), vocales de fondo (pistas 5, 6, 9, 10), guitarras acústicas  (pistas 6, 8, 14), B3 (pistas 6, 14), órgano (pista 9), melotrón (pistas 14)
- Evan Smith – saxofones (pistas 5, 8–10, 14), teclados (pistas 5, 8–10), programación (pista 5), flauta (pista 8), guitarra eléctrica (pistas 8, 10), acordeón (pista 10), vocales de fondo (pista 10), clarinete (pista 14)
- Bobby Hawk – instrumentos de cuerda (pistas 5, 8, 9)
- Bryan Devendorf – programación de tambor (pista 7)[39]
- Jonathan Low – bajo sintetizador (pista 8)[39]
- Mikey Freedom Hart – pedal steel (pistas 10, 14), Melotrón (pista 14), piano eléctrico Wurlitzer (pista 14), clavecín (pista 14), vibráfono (pista 14), guitarra eléctrica (pista 14)
- Kyle Resnick – trompeta (pista 13)[39]
- Josh Kaufman – armónica (pista 14), guitarra eléctrica (pista 14), lap steel (pista 14)[39]

Técnicos
- Jonathan Low – grabación (pistas 1–4, 7, 11–16), mezcla (pistas 1–4, 7, 8, 11, 15, 16)
- Aaron Dessner – grabación (pistas 1–4, 7, 11–16), grabación adicional  (pistas 2, 11)
- Laura Sisk – grabación (pistas 5, 6, 8–10, 14), grabación vocal (pistas 1–3; Swift en pista 4; 13, 15, 16)
- Jack Antonoff – grabación (pistas 5, 6, 8–10, 14)
- Bella Blasko –  grabación adicional (pista 2)
- Justin Vernon – grabación vocal (Bon Iver en pista 4)
- John Rooney – asistente de ingeniería (pistas 5, 9, 14)
- Jon Sher – asistente de ingeniería (pistas 5, 9)
- Serban Ghenea – mezcla (pistas 5, 6, 9, 10, 12–14)
- John Hanes – ingeniero de mezcla (pistas 5, 6, 9, 10, 12–14)
- Randy Merrill – masterización (todas las pistas)

Instrumentos adicionales de grabación
- Kyle Resnick – viola (pistas 1, 2, 7, 11–13), violín (pistas 1, 2, 7, 11–13)
- Bella Blasko – sintetizador modular (pista 2)
- Lorenzo Wolff – instrumentos de cuerda (pistas 5, 9)
- Mike Williams – instrumentos de cuerda (pista 8)
- Jon Gautier – instrumentos de cuerda (pista 8)
- Benjamin Lanz – trombón (pista 13)

## Reconocimientos

### Premios y nominaciones
| Año  | Evento                   | Premio                      | Resultado | Ref.   |
| ---- | ------------------------ | --------------------------- | --------- | ------ |
| 2020 | American Music Awards    | Álbum Favorito - Pop/Rock   | Nominado  | [ 40 ] |
| 2020 | BreakTudo Awards         | Álbum del Año               | Nominado  | [ 41 ] |
| 2020 | People's Choice Awards   | Álbum del 2020              | Nominado  | [ 42 ] |
| 2020 | TodaTeen Awards          | Mejor Álbum Internacional   | Nominado  | [ 43 ] |
| 2021 | Billboard Music Awards   | Mejor álbum Billboard 200   | Nominado  | [ 44 ] |
| 2021 | Premios Grammy           | Álbum del año               | Ganador   | [ 45 ] |
| 2021 | Premios Grammy           | Mejor álbum vocal de pop    | Nominado  | [ 45 ] |
| 2021 | iHeartRadio Music Awards | Álbum Pop del Año           | Ganador   | [ 46 ] |
| 2021 | Juno Awards              | Álbum Internacional del Año | Nominado  | [ 47 ] |

### Listados
| Publicación            | Lista                                       | Ranking  | Ref.   |
| ---------------------- | ------------------------------------------- | -------- | ------ |
| Billboard              | The 25 Best Pop Albums of 2020: Staff Picks | Incluida | [ 48 ] |
| Northern Transmissions | Best Albums of 2020                         | 23°      | [ 49 ] |
| Our Culture Mag        | The 50 Best Albums of 2020                  | 4°       | [ 50 ] |
| USA Today              | The 10 best albums of 2020                  | 1.º      | [ 51 ] |
| Variety                | Best Albums of 2020 - Andrew Barker         | 4°       | [ 52 ] |
| Variety                | Best Albums of 2020 - Chris Willman         | 1°       | [ 52 ] |

## Posicionamiento en listas
| Listas (2020)                                 | Mejor posición |
| --------------------------------------------- | -------------- |
| Alemania (GfK Entertainment Charts)           | 1              |
| Argentina (CAPIF)                             | 1              |
| Australia (ARIA)                              | 1              |
| Austria (Ö3 Austria)                          | 1              |
| Bélgica (Ultratop Flandes)                    | 1              |
| Bélgica (Ultratop Valonia)                    | 1              |
| Brasil (Top Brasil Streaming Álbuns)          | 1              |
| Canadá (Billboard Canadian Albums)            | 1              |
| Croacia (Top Lista Prodaje)                   | 1              |
| Dinamarca (Hitlisten)                         | 1              |
| Escocia (Official Charts Company)             | 1              |
| Eslovaquia (ČNS IFPI)                         | 1              |
| España (PROMUSICAE)                           | 1              |
| Estados Unidos (Billboard 200)                | 1              |
| Estados Unidos (Billboard Alternative Albums) | 1              |
| Estados Unidos (Billboard Top Album Sales)    | 1              |
| Estados Unidos (Billboard Tastemakers Albums) | 1              |
| Estados Unidos (Rolling Stone Top 200)        | 1              |
| Finlandia (Suomen virallinen lista)           | 1              |
| Francia (SNEP)                                | 1              |
| Grecia (IFPI)                                 | 1              |
| Hungría (MAHASZ)                              | 1              |
| Irlanda (IRMA)                                | 1              |
| Islandia (Tonlistinn)                         | 1              |
| Italia (FIMI)                                 | 1              |
| Japón (Billboard Hot Albums)                  | 1              |
| Japón (Oricon)                                | 1              |
| Lituania (AGATA)                              | 1              |
| Noruega (VG-lista)                            | 1              |
| Nueva Zelanda (RMNZ)                          | 1              |
| Países Bajos (MegaCharts)                     | 1              |
| Polonia (ZPAV)                                | 1              |
| Portugal (AFP)                                | 1              |
| Reino Unido (Official Charts Company)         | 1              |
| República Checa (ČNS IFPI)                    | 1              |
| Suecia (Sverigetopplistan)                    | 1              |
| Suiza (Schweizer Hitparade)                   | 1              |

| Listas (2020)              | Mejor posición |
| -------------------------- | -------------- |
| Eslovaquia (ČNS IFPI)      | 24             |
| República Checa (ČNS IFPI) | 14             |
| Japón (Oricon)             | 11             |

| Listas (2020)                                 | Mejor posición |
| --------------------------------------------- | -------------- |
| Alemania (GfK Entertainment Charts)           | 89             |
| Australia (ARIA)                              | 2              |
| Austria (Ö3 Austria)                          | 63             |
| Bélgica (Ultratop Flandes)                    | 30             |
| Canadá (Billboard Canadian Albums)            | 9              |
| Dinamarca (Hitlisten)                         | 36             |
| Estados Unidos (Billboard 200)                | 5              |
| Estados Unidos (Billboard Alternative Albums) | 1              |
| Estados Unidos (Billboard Top Album Sales)    | 1              |
| Estados Unidos (Billboard Tastemakers Albums) | 1              |
| Irlanda (IRMA)                                | 7              |
| Nueva Zelanda (RMNZ)                          | 7              |
| Países Bajos (MegaCharts)                     | 46             |
| Reino Unido (Official Charts Company)         | 12             |
| Suiza (Schweizer Hitparade)                   | 70             |

## Certificaciones
| País           | Organismo certificador | Certificación | Ventas certificadas | Ref.    |
| -------------- | ---------------------- | ------------- | ------------------- | ------- |
| Alemania       | BVMI                   | Oro           | 100 000             | [ 108 ] |
| Australia      | ARIA                   | 3x Platino    | 210 000             | [ 109 ] |
| Austria        | IFPI Austria           | Platino       | 15 000              | [ 110 ] |
| Bélgica        | BEA                    | Oro           | 10.000              | [ 111 ] |
| Dinamarca      | IFPI Dinamarca         | 2x Platino    | 40.000              | [ 112 ] |
| España         | PROMUSICAE             | Oro           | 20 000              | [ 113 ] |
| Estados Unidos | RIAA                   | 2x Platino    | 2.000.000           | [ 114 ] |
| Francia        | SNEP                   | Platino       | 100 000             | [ 115 ] |
| Italia         | FIMI                   | Platino       | 50 000              | [ 116 ] |
| Noruega        | IFPI Noruega           | Platino       | 20.000              | [ 117 ] |
| Nueva Zelanda  | Recorded Music NZ      | 4x Platino    | 60 000              | [ 118 ] |
| Polonia        | ZPAV                   | 2x Platino    | 40 000              | [ 119 ] |
| Reino Unido    | BPI                    | 2x Platino    | 600.000             | [ 120 ] |
| Suiza          | IFPI Suiza             | Oro           | 10 000              | [ 121 ] |

## Historial de lanzamiento
| Región | Fecha                | Formato                     | Edición  | Discográfica     | Ref.    |
| ------ | -------------------- | --------------------------- | -------- | ---------------- | ------- |
| Varios | 24 de julio de 2020  | Descarga digital, streaming | Estándar | Republic Records | [ 122 ] |
| Varios | 24 de julio de 2020  | Casete, CD, vinilo          | De lujo  | Republic Records | [ 122 ] |
| Varios | 18 de agosto de 2020 | Descarga digital, streaming | De lujo  | Republic Records | [ 123 ] |